# Carrissoa angolensis
Carrissoa angolensis Baker f., 1933 é uma espécie arbustiva pertencente ao género botânico monotípico Carrissoa da família Fabaceae, subfamília Faboideae. A espécie é originária do sudoeste da África, com distribuição centrada no sul de Angola.

## Descrição
Carrissoa é um género monotípico de plantas dicotiledóneas da família das leguminosas (Fabaceae), para o qual a única espécie validamente descrita é Carrissoa angolensis, um taxon descrito pelo botânico britânico Edmund Gilbert Baker, em 1933, a partir de espécimes colhidos no sul de Angola por Luís Wittnich Carrisso.
A espécie é um arbusto herbáceo ou arbusto, cespitoso, com espessa raiz lenhosa da qual brotam múltiplos ramos com 15–20 cm de comprimento. As estípulas são linear-lanceoladas, avermelhadas, com 5–7 mm de comprimento. As folhas são linear-oblongas, com 30–30 mm de comprimento e 3–7 mm de largura, com a folhas juvenis a apresentarem pubescência prateada.
As flores são axilares, solitárias, com 13–15 mm de comprimento. O comprimento total do cálice é de aproximadamente 10 mm, com o tubo curto. As pétalas do estandarte apresentam coloração amarelada, com lineações avermelhadas, ovadas, com o ápice ligeiramente emarginado, a lâmina com 12–13 mm de comprimento e 10 mm de largura, a garra  esguia, com 1–2 mm de comprimento, ligeiramente espessada de cada lado. As asas são elíptico-oblongas, com lâmina com 8–9 mm de comprimento,  4 mm de largura, a gara com 3–4 mm de comprimento. A quilha tem cerca de 12 mm de comprimento, com garra esguia de 4 mm de comprimento, e é arredondada na parte posterior. O ovário é densamente pubescente. O óvulo é inserido a cerca de 1/3 da extremidade do ovário e não no centro como em Rhynchosia.  Os estames são diadelfos .
A vagem tem 2,5 cm de comprimento, 9–11 mm de largura, apresentando geralmente duas sementes.
Alguns sistematas incluem a espécie Carrissoa angolensis no género Rhynchosia, considerando o nome do taxon com um erro.
A espécie é endémica do sudoeste de Angola,. ocorrendo ao longo de cursos de água de áreas secas.
O nome do género homenageia o botânico e explorador português Luís Wittnich Carrisso, pioneiro do estudo da flora do deserto do Namibe.